# Кубок Тунісу з футболу
Кубок Тунісу з футболу (фр. Coupe de Tunisie de football, араб. كأس تونس) — другий за значенням футбольний турнір Тунісу. Офіційно відомий під назвою Кубок Президента Тунісу. Заснований 1922 року, є офіційним з 1956 року.

## Переможці (з 1956 року)
| Клуб                  | Кількість перемог |
| --------------------- | ----------------- |
| «Есперанс»            | 15                |
| «Клуб Африкен»        | 13                |
| «Етуаль дю Сахель»    | 10                |
| «Хаммам-Ліф»          | 9                 |
| «Сфаксьєн»            | 7                 |
| «Стад Тунізьєн»       | 6                 |
| «Ла Марса»            | 5                 |
| «Бізертен»            | 3                 |
| «Беджа»               | 3                 |
| «Олімпік де Транспор» | 1                 |
| «Зарзіс»              | 1                 |
| «Монастір»            | 1                 |